# Roswitha Wildgans
Roswitha Wildgans (* 1963 in Regensburg) ist eine deutsche Krimiautorin.

## Leben
Roswitha Wildgans wurde als Tochter des Kirchenmusikkomponisten Wolfram Menschick geboren. Sie studierte an der Musikhochschule München Gesang. Im Anschluss war sie als Konzertsängerin und als Mitglied in verschiedenen Chören tätig. Zudem arbeitete sie als Gesangspädagogin.  2006 erschien unter dem Titel Finale Furioso ihr erster Kriminalroman, der im Milieu der Kirchenmusiker der oberbayerischen Kreisstadt Freising angesiedelt ist. Vier weitere Krimis folgten. Hauptfigur ihrer Romane ist die tratschende Wirtin Maja Kuckuck. Ihr sechster Krimi „Vino rosso“ spielt am Gardasee mit neuer Protagonistin. Seit 2013 ist sie zudem wieder als Alt-Solistin tätig.
Sie lebt mit ihrem Mann und der gemeinsamen Tochter in Wippenhausen bei Freising.

## Werke

### Maja-Kuckuck-Romane
- Finale Furioso. Köln: Emons, 2006
- Solo Mortale. Köln: Emons, 2006
- Concerto Fatale. Köln: Emons, 2007
- Chorale Criminale. Köln: Emons, 2008
- Canone Vocale. Köln: Emons, 2010

### Weitere Bücher
- Vino Rosso. Köln: Emons, 2011